# Pavol Ušák Oliva
Pavol Ušák Oliva, all'anagrafe Pavol Ušák (Kátlovce, 14 novembre 1914 – Kvetnica, 1º marzo 1941), è stato un poeta e presbitero slovacco esponente del modernismo cattolico, scrisse anche con gli pseudonimi di Ivo Martinovič, Milo Juriščov, Mirko Hrázdecký, Paľo Oliva, Paľo U. Oliva.

## Biografia
Nacque in una famiglia contadina ed ebbe come sorella l'attrice radiofonica Hana Kostolanská. Studiò al ginnasio di Trnava e proseguì gli studi in teologia cattolica a Trnava, a Bratislava e a Spišská Kapitula. Nel 1939 fu ordinato presbitero. Come cappellano prestò servizio a Veličná nella regione montuosa dell'Orava, ove era parroco l'anziano poeta Ignác Grebáč Orlov. Ancor giovane si ammalò di tubercolosi, e per guarire si recò nei sanatori di Bratislava e di Martin e infine nella località montana di Vysoké Tatry, tuttavia dovette soccombere alla malattia. Nella natia Kátlovce gli è dedicata una scuola elementare. 

## Attività
Pubblicò i primi versi sui giornali Prameň, Saleziánske zvesti, Kultúra, Svojeť ed Elán. Durante la sua vita fu pubblicata solo una raccolta delle sue poesie con il titolo Oblaky ("Nuvole"). Tuttavia è celebre anche la raccolta privata non datata Čierne kvietie ("Fiori neri"). La poesia di Oliva spesso lascia emergere la tristezza, l'incertezza e il dubbio, mentre alcune poesie sono incentrate sul rapporto tra uomo e donna e sulle questioni di fede. A Oliva viene spesso paragonato sia per l'attività poetica sia per le esperienze di vita (la tubercolosi, i Tatra) il poeta Jiří Wolker. Mentre il poeta socialista Jiří Wolker trova la tragicità dell'uomo nella lotta di classe e per un domani migliore, Oliva si immerge in un'ampia armonia di poesia spirituale che tende a Dio attraverso le nuvole e le altezze.

## Opere
- 1939 – Oblaky ("Nuvole"), raccolta di poesie
- 1942 – Tak umieral básnik Paľo Oliva ("Così morì il poeta Paľo Oliva"), raccolta di opere inedita e pubblicazione commemorativa a cura di Janko Silan e Mikuláš Šprinc, Trnava
- 1991 – Bozk pozná smútok úst… ("Il bacio conosce la tristezza delle bocche"), antologia poetica, a cura di Štefan Moravčík
- Čierne kvietie, raccolta privata non datata